# Зарафшанский природный парк
Зарафша́нский национальный природный парк (до 7 февраля — Зарафша́нский (Зеравша́нский) заповедник, узб. Zarafshon davlat qo‘riqxonasi) — национальный парк в Узбекистане, располагающийся вдоль правого берега реки Заравшан от Первомайской плотины на границе с Таджикистаном до высоты Чупан-ата в 8 км от Самарканда. Территория парка состоит из двух кластерных участков. 
Заповедник создан для сохранения единственного сохранившийся в Узбекистане участка предгорного тугая и находился в подчинении Государственного комитета Республики Узбекистан по лесному хозяйству.

## История
В 1948 году узкая полоса Заравшанской долины вдоль берега реки Заравшан передана Самаркандскому лесхозу для сохранения берегоукрепительных и защитных насаждений. В период с 1948 по 1956 год проведена неудачная попытка реконструкции тугайной растительности, состоящей из ивы джунгарской, лоха узколистного, облепихи и туранги. Были произведены посадки ясеня пенсильванского, робинии ложноакациевой, гледичии и грецкого ореха на площади 400 га. Посаженные растения вскоре были вытеснены дикорастущими и от искусственных насаждений осталось всего 10 га. В 1958 тугайные участки на площади 2435 га были объявлены заказником, основной задачей которого было сохранение эндемичного подвида заравшанского фазана. С 1961 по 1975 годы на площади 104 га тугайная растительность была вырублена под лесные питомники, плодовые сады и посевы сельскохозяйственных культур. Заповедник создан постановлением Совета Министров УзССР от 11 мая 1975 г. № 264 «Об организации Зарафшанского государственного заповедника в Самаркандской области». Первоначальная заявленная площадь составляла 2518 га. После согласований и размежеваний к концу 1976 года размер заповедной зоны уменьшился до 2060 га. В 1979 году территория вновь расширена до 2359,6 га.

## Природные условия
Для заповедника характерны долинные интрозональные ландшафты, ведущую роль в формировании которых играют пойменные процессы, которые дифференцируют территорию на галечную безлесную в верхнем течении и тугайную в нижнем течении реки.
Рельеф. Заповедник располагается на востоке Зеравшанской долины между Зарафшанским и Туркестанским хребтами. Долина образовалась за счёт синклинального прогиба, дно которого заполнено четвертичными отложениями вынесенными рекой с Памиро-Алая. Рельеф территории заповедника равнинный. В макрорельефе выражен наклон вдоль течения реки Заравшан и в сторону её русла с перепадом высот от 900 до 620 м. Третичные отложения представлены красными глинами, которые ближе к реке перекрываются галечными отложениями. Ниже по течению реки в галечниковые толщи включаются слои песка и ила.
Климат — субтропический континентальный. Характерной чертой климата является значительная амплитуда суточных и годовых колебаний температуры воздуха и количества осадков. Среднемесячная температура воздуха варьирует от −0,9 °C в январе до +27,4 °C в июле. Продолжительность безморозного периода — 209 дней. Среднегодовая температура составляет 13,8 °C. За год выпадает не более 400 мм осадков. Максимальное количество осадков, преимущественно в виде дождя, выпадает зимой и весной. Осенью и весной преобладают юго-восточные ветры, летом и зимой она сменяются на восточные.
Почвы. Согласно почвенному районированию, почвенный покров относится к Зарафшанскому округу к поясу серозёмных и пустынных пойменно-аллювиальных почв. Ведущим фактором почвообразования служит глубина залегания грунтовых вод. Почти половину заповедника занимают территории с несформированными почвами (галечники) с глубоким залеганием грунтовых вод. Формирование почв проходит в несколько стадий. На свежих наносах образуются луговые пойменно-аллювиальные почвы, которые сменяются аллювиально-луговыми и лугово-такырными. Аллювиально-луговые почвы характеризуются высоким содержанием гумуса и отсутствием засоления. Конечной стадией почвообразования являются светлые серозёмы, для которых типично низкое содержание гумуса и незначительная засолённость. Наибольшую площадь занимают в заповедник пойменно-аллювиальные почвы и аллювиально-луговые почвы. Редко встречаются лугово-болотные и болотные почвы.
Гидрологическая сеть. Главной водной артерией заповедника является река Заравшан и её притоки. Питание реки ледниковое. Средний многолетний расход реки составляет 165 м3/с. На полноводность Заравшана оказывает значительное влияние забор воды на орошение в летнее время, что приводит к пересыханию русла. В период паводка река затапливает около 30 % территории заповедника. Грунтовые воды в верхней части долины залегают на глубине 20—50 м, постепенно приближаясь к поверхности в нижней.

## Биологическое разнообразие

### Флора и растительность
Типичная растительность представлена тугайными сообществами, занимающими площадь 868 га. Растения тугаев характеризуются мощно развитой, иногда многоярусной, корневой системой, устойчивы к затоплению и засолению. Это позволяет им приспособится к перепадам гидротермических факторов. Флора заповедника насчитывает более 300 видов растений. К доминирующим семействам относятся злаковые, сложноцветные, бобовые и крестоцветные.. Типичными растениями являются облепиха крушиновидная, лох узколистный, ивы вавилонская и джунгарская, гребенщик раскидистый. Редко встречаются эндемики Средней Азии безвременник Кессельринга, горечавка Оливьери и шафран Королькова. В заповеднике установлено 13 формаций и 46 ассоциаций растительности. В зависимости от характера увлажнения выделяют группы пойменных, надпойменных и опустыненных фитоценозов. По преобладающей жизненной форме растений различают три вида тугаев: древесный, кустарниковый и травяной.

### Фауна и животный мир
В фауне заповедника отмечено 88 видов насекомых, 26 видов моллюсков. Позвоночные животные представлены 245 видами. Довольно бедно представлены амфибии (2 вида) и рептили (10 видов). Обычными видами являются лягушка озёрная, гологлаз азиатский, ящурка быстрая , черепаха степная, уж водяной, полоз узорчатый, удавчик песчаный и стрела-змея. Хорошо изучена в заповеднике фауна птиц, насчитывающая 207 видов. В лесных биотопах встречаются тювик туркестанский, пустельга, дятел белокрылый, сплюшка, соловей южный, фазан зарафшанский. В прибрежных луговых и болотных биотопах обитеют выпь малая, камышница, пигалица белохвостая, буланый козодой, зимородок. Разнообразие млекопитающих составляет 24 вида. Характерными для заповедника являются дикобраз, слепушонка обыкновенная, песчанка тамариксовая, полёвки: афганская и закаспийская. По берегам рек моногочисленна интродуцированная ондатра. Из хищников многочисленны шакал, корсак и подвид обыкновенной лисицы — караганка. Редко встречаются степной и камышовый коты, ласка и перевязка. В Красную книгу Узбекистана включены моллюски Colletopterum cyreum sogdianum и Corbicula fluminalis, рыбы Barbus capito conocephalus, Sabanejewia aurata aralensis и 26 видов птиц, в том числе, эндемичный зарафшанский фазан Phasianus colchicus zerafschanicus. В 1970-х и 2000-х годах предпринимались попытки реинтродукции на территорию заповедника бухарского оленя.